# Кони Артс
Кони Клара Артс (Брасхат, 26. јануар 1966) је белгијска професорка астрофизике. Специјализована је за астеросеизмологију. Повезана је са Католичким универзитетом у Левену и Универзитетом Радбауд, где предводи Катедру за астеросеизмологију.
Године 2012. постала је прва жена добитница Франквијеве награде у области науке и технологије. Године 2022. постала је трећа жена која је добила Кавлијеву награду за астрофизику за свој рад у области астеросеизмологије.

## Биографија
Кони Артс је рођена у Брасхату, у Белгији. Завршила је основне и мастер студије математике на Универзитету у Антверпену. Учествовала је на Међународном омладинском астрономском кампу 1987. и 1988. године. Докторирала је 1993. године на Католичком универзитету у Левену. Након тога провела је неколико месеци на истраживачком раду на Универзитету Делавера у Сједињеним Америчким Државама.
Од 1993. до 2001. године била је постдокторска стипендисткиња Фонда за научна истраживања Белгије. Године 2001. именована је за предавача на Католичком универзитету у Левену, где је 2004. постала ванредна професорка, а 2007. године редовна професорка.

## Истраживање
Кони Артс у свом истраживачком раду користи осцилације звезда како би утврдила унутрашњи профил ротације звезда. Осцилације прикупља помоћу телескопа са Земље и из свемира. У оквиру свог пројекта PROSPERITY користила је податке добијене са француског сателита CoRoT и америчког сателита Кеплер.
Тренутно је главна белгијска истраживачица на мисији PLATO Европске свемирске агенције.
Артс је развила методологију засновану на класификацији Гаусових мешавина ради анализе података. Ову технику примењује за одређивање структуре звезда и унапређивање модела звезда у оквиру теорије еволуције звезда. Помоћу ових метода дошла је до више значајних открића, међу којима је и откриће да џиновске звезде не ротирају као крута тела.
Теоријски модели које развија на основу звезданих осцилација омогућавају и веома прецизно одређивање старости звезда.
Европски истраживачки савет два пута јој је доделио престижну Advanced Grant стипендију: 2008. године за пројекат PROSPERITY и 2015. године за пројекат MAMSIE (Mixing and Angular Momentum Transport of Massive Stars).

## Јавно ангажовање
Кони Артс обавља функцију продеканке за комуникацију и јавно ангажовање на Природно-математичком факултету Католичког универзитета у Левену. Истакнута је заговорница повећања родне равноправности у науци. Чланица је Радне групе за жене у астрономији при Међународној астрономској унији (International Astronomical Union Women in Astronomy Working Group).

## Награде и признања
Кони Артс је током своје научне каријере добила бројна домаћа и међународна признања:
- 2010: изабрана за почасну чланицу Краљевског астрономског друштва[14]
- 2011: изабрана за чланицу Краљевске фламанске академије за науке и уметности Белгије[14]
- 2012: добитница престижне Франквијеве награде[7]
- 2016: одликована звањем командирке Реда Леополда[15]
- 2017: одржала Hintze предавање на Универзитету у Оксфорду, уз јавно предавање под називом „Звездани потреси откривају откуцаје звезданих срца“[6]
- 2018: добитница предавања Lodewijk Woltjer које додељује Европска свемирска агенција за рад у области астеросеизмологије[2]
- 2019: астероид 413033 назван је Артс у њену част. Званична одлука о именовању објављена је 18. маја 2019. у циркулару Центра за мале планете[16]
- 2020: добитница награде за изврсност у егзактним наукама коју додељује Фламанска фондација за научна истраживања[17]
- 2022: добитница Кавлијеве награде за астрофизику[18]
- 2024: добитница Крафордове награде за астрономију[19]